# New Moon (revista)
New Moon (Lua Nova) é o título de uma revista bimensal estadunidense, dirigida ao público infantil feminino com idade entre 8 a 12 anos. É publicada pela New Moon Publishing.

## Histórico e conteúdo
A primeira edição da revista foi publicada em 1993. Possui 48 páginas, sem qualquer propaganda. Sua edição é feita por um grupo editorial de meninas, com idades entre 8 a 15 anos. Mais da metade do seu conteúdo é feito por meninas e as leitoras são incentivadas a enviar submissões. Contribuições de meninos não são impressas, com exceção de cartas.